# Bojano
Bojano é uma comuna italiana da região do Molise, província de Campobasso, com cerca de 8.800 habitantes. Estende-se por uma área de 49 km², tendo uma densidade populacional de 170 hab/km². Faz fronteira com Colle d'Anchise, Macchiagodena (IS), San Gregorio Matese (CE), San Massimo, San Polo Matese, Sant'Elena Sannita (IS), Spinete.
Era conhecida como Boviano (Bovianum) durante o período romano.

## Demografia
| Variação demográfica do município entre 1861 e 2011                               |
|                                                                                   |
| Fonte: Istituto Nazionale di Statistica (ISTAT) - Elaboração gráfica da Wikipedia |